# بانجونج بيسانثاناكون
بانجونج بيسانثاناكون هو مخرج وكاتب تايلندي ولد في 11 سبتمبر 1979.